# Tramwaje w Monachium
Tramwaje w Monachium (niem. Straßenbahn München) – system tramwajowy w stolicy niemieckiego landu Bawaria, Monachium, obok autobusów miejskich, metra i S-Bahn część systemu komunikacji miejskiej w tym mieście. System ma długość 82 km, funkcjonuje 13 linii dziennych i 4 nocne. Operatorem jest miejskie przedsiębiorstwo Münchner Verkehrsgesellschaft.
Tramwaje są najstarszym w Monachium środkiem komunikacji miejskiej. Pierwszy tramwaj konny ruszył w Monachium w 1876 r. W 1882 r. powstało przedsiębiorstwo Münchner Trambahn-Aktiengesellschaft, a rok później do użytku wprowadzono tramwaje parowe. W 1895 r. na tory wyjechał pierwszy tramwaj elektryczny. W 1900 r. całkowicie zrezygnowano z trakcji konnej i parowej na rzecz elektrycznej. W 1907 r. obsługę linii tramwajowych przejęła spółka Städtische Straßenbahnen. 1 września 1939 r. w Monachium było już 28 linii tramwajowych, z czego jedynie 20 przetrwało II wojnę światową. W 1956 r. otwarto pierwszą po II wojnie światowej nową linię tramwajową. Organizacja igrzysk olimpijskich w 1972 r. spowodowała znaczną rozbudowę transportu publicznego w Monachium – system tramwajowy został połączony z nowo powstałymi systemami metra (U-Bahn) i kolei miejskiej (S-Bahn). W 1971 r. powstał związek taryfowy Münchner Verkehrs- und Tarifverbund. W 1995 r. w Monachium zaczęły kursować pierwsze niskopodłogowe tramwaje typu R2. W 2002 r. założone zostało przedsiębiorstwo Münchner Verkehrsgesellschaft, które przejęło obsługę systemu tramwajowego.

## Historia

### 1876–1900

#### Tramwaje konne

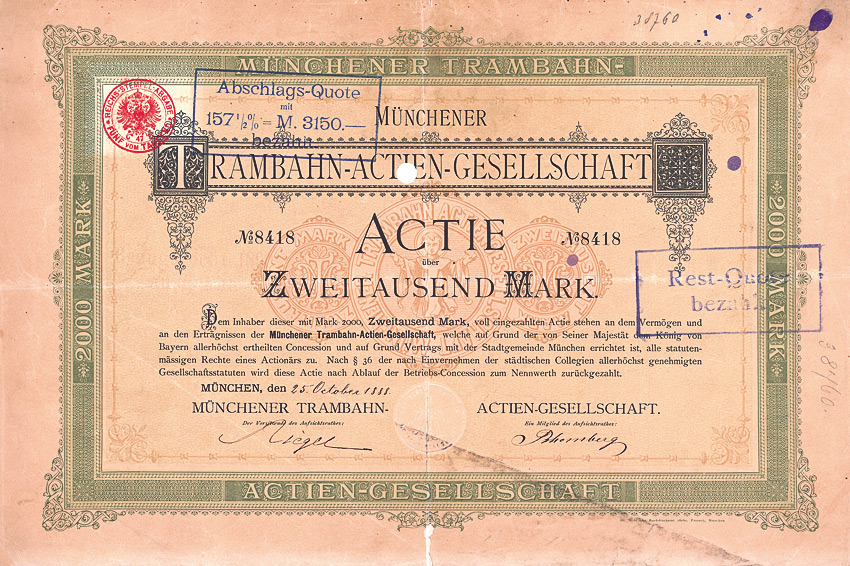
Akcje spółki Münchner Trambahn-Actiengesellschaft z 1888 r.

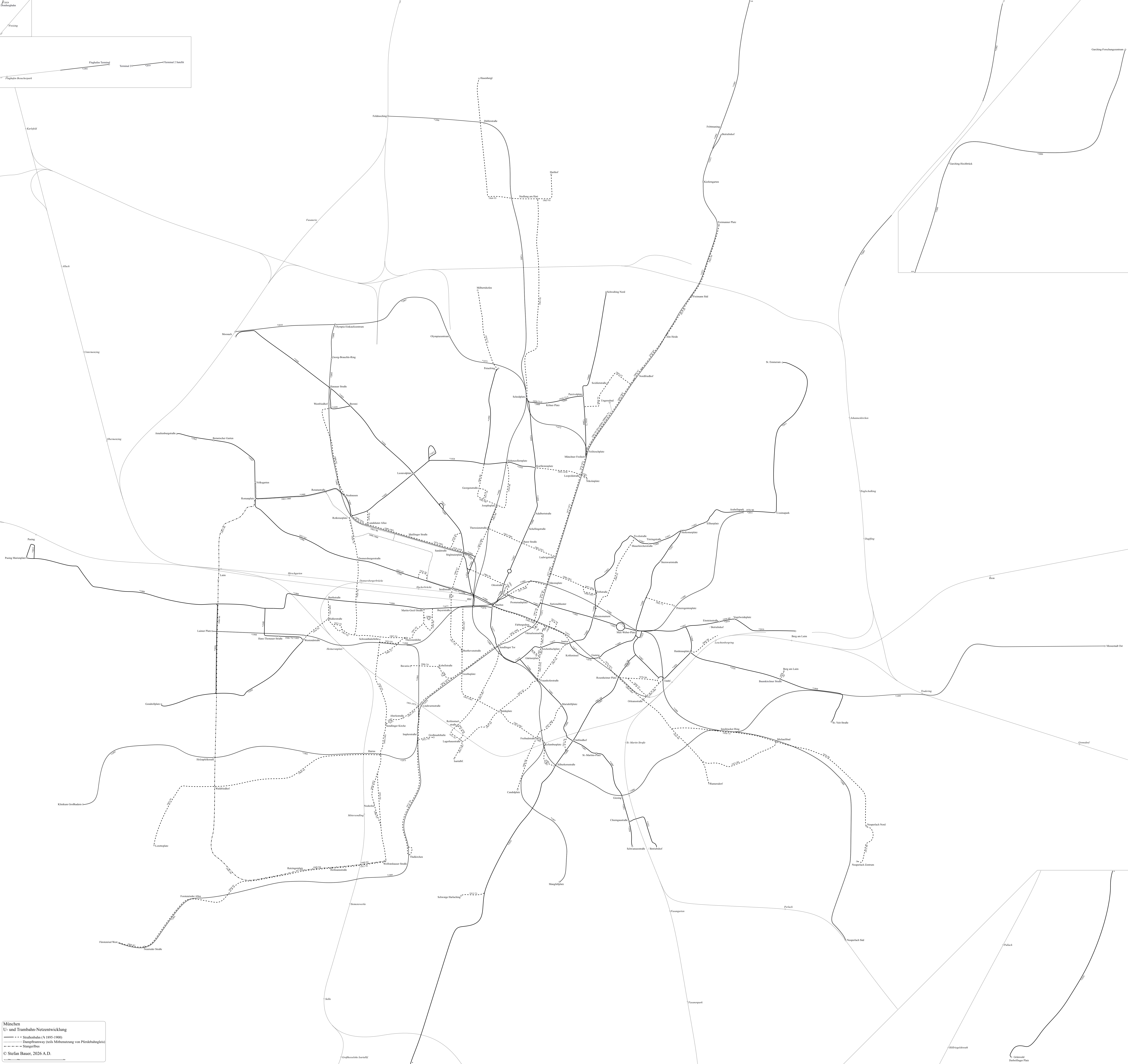
Mapa rozwoju monachijskiego systemu tramwajowego

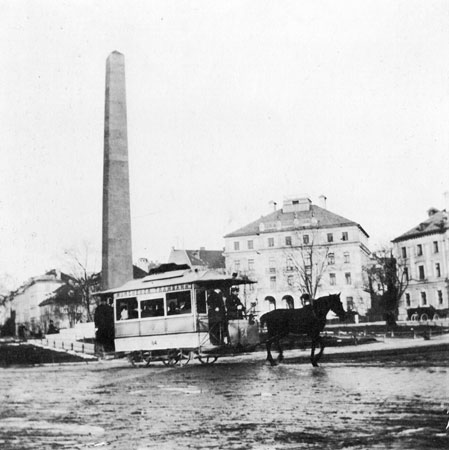
Monachijski tramwaj konny na Karolinenplatz (XIX wiek)

Wraz z rozwojem gospodarczym miasta od połowy XIX wieku oraz wzrastającą liczbą mieszkańców zwiększyło się zapotrzebowanie na przewozy pasażerskie. Podobnie, jak w wielu innych większych miastach, historia tramwajów monachijskich rozpoczęła się od założenia prywatnego przedsiębiorstwa komunikacyjnego. 16 czerwca 1869 r. woźnica Michael Zechmeister uruchomił system omnibusów konnych, który potocznie określano mianem Groschenwagen. Sieć składała się z pięciu linii kursujących w takcie dwudziestominutowym. Celem było jednak zbudowanie kolei konnej, co miasto uznało za nieopłacalne. Jeszcze w tym samym roku Amerykanin S.A. Beer próbował bezskutecznie uzyskać koncesję na uruchomienie tramwajów konnych. Po tym, jak w wielu innych miastach uruchomiono systemy kolei konnej, w 1869 r. udzielono koncesji na budowę pierwszych trzech linii tramwaju konnego dla konsorcjum z Magdeburga. Projektu nie zrealizowano z powodu braku środków finansowych. Monachijski magistrat w roku 1873 wyraził zgodę na budowę sieci, lecz dyrekcja policji zabroniła układania szyn w centrum miasta, przez co rozpoczęcie prac uległo opóźnieniu. Po udzieleniu przez magistrat koncesji Belgowi Edouardowi Otletowi dnia 26 marca 1876 r., dyrekcja policji wyraziła ostatecznie zgodę na budowę infrastruktury. Otlet zobowiązał się najpierw do zbudowania linii wschodnio-zachodniej (Schloss Nymphenbur – Nymphenburger Landstraße – Dachauer Straße – Bahnhofsplatz – Karlsplatz z odgałęzieniem na północ przez Lenbachplatz do Promenadeplatz oraz na południe przez Sendlinger Tor i Zweibrückenstraße do Haidhauser Bahnhof) oraz linii północno-południowej (Großwirt in Schwabing [dziś Münchner Freiheit] – Schwabinger Landstraße [dziś Leopoldstraße] – Ludwigstraße – Brienner Straße – Hauptbahnhof – Theresienwiese).
21 października 1876 r. uruchomiono pierwszy odcinek linii wschodnio-zachodniej z Promenadeplatz do Burgfrieden-Maillingerstraße przy ówczesnej granicy miasta. Pierwszego dnia kursowania tramwajów przewieziono 5092 pasażerów. Do ciągnięcia wagonów zakupiono 48 koni. Rok później otwarto odgałęzienie od Karlsplatz przez Sendlinger Tor do Zweibrückenstraße. Po dwóch latach zbudowane były wszystkie linie tramwajowe zapisane w umowie budowy. Ponieważ zarówno dyrektor przedsiębiorstwa zarządzającego siecią tramwajową, jak i Otlet nie potrafili mówić po niemiecku, monachijski magistrat postanowił dnia 25 sierpnia 1882 r. powierzyć obsługę systemu tramwajowego nowo utworzonej spółce Münchner Trambahn AG.
W latach 1882–1883 system tramwajowy wzbogacono o nowe odcinki. W 1885 r. kursowało już siedem linii, które nosiły różne oznaczenia. Nie wykorzystywano jeszcze wówczas oznaczeń numerycznych. Z powodu długotrwałego sporu z monachijskim magistratem, który początkowo twierdził, że tramwaj w negatywny sposób wpłynie na wizerunek miasta, linia z Karlsplatz przez Marienplatz do Isartor otwarta została dopiero w 1888 r. W 1890 r. Münchner Trambahn AG uruchomiło linię okrężną, która prowadziła spod placu przed dworcem kolejowym przez Sendlinger-Tor-Platz, Isartor i Maxmonument z powrotem do dworca. W 1892 r. Münchner Trambahn AG zarządzały dziewięcioma liniami tramwajowymi. Nie istniały żadne stałe przystanki tramwajowe; tramwaje zatrzymywały się po uprzednim poinformowaniu woźnicy o chęci wejścia do tramwaju.
| System tramwajów konnych w 1892 r.: | System tramwajów konnych w 1892 r.:                                                                                               |
| Kolor linii                         | Trasa |
| ----------------------------------- | --- |
| biały                               | Grünwaldpark – Karlsplatz – Promenadeplatz – Adalbertstraße                                                                       |
| czerwony                            | linia okrężna: Bahnhofsplatz – Sendlinger-Tor-Platz – Isartorplatz – Maxmonument – Ludwigstraße – Theresienstraße – Bahnhofsplatz |
| zielony                             | Landsberger Straße – Karlsplatz – Schwabing                                                                                       |
| biały                               | Hoftheater – Maxmonument – Ostbahnhof – Rosenheimer Berg                                                                          |
| zielony                             | Frauenstraße – Au – Freibadstraße                                                                                                 |
| niebieski                           | Karlsplatz – Sendling |
| żółty                               | Ost-West-Altstadtstrecke: Hauptbahnhof – Marienplatz – Ismaninger Straße                                                          |
| zielony                             | Färbergraben – Isartalbahnhof |
| biały                               | Hauptbahnhof – Giesing |

W 1894 r. Münchner Trambahn AG miało 758 koni. W 1895 r., po długich negocjacjach z urzędnikami oraz właścicielami domów i gruntów, zelektryfikowano odcinek od Färbergraben do Isartalbahnhof. W związku z elektryfikacją przetestowano eksploatację wagonów tramwaju konnego jako doczep. Zelektryfikowaną linię otwarto 27 kwietnia 1895 r. Elektryfikację całego systemu ukończono w 1900 r. Ostatni tramwaj konny wykonał kurs 15 sierpnia 1900 r. na linii z Promenadeplatz do Hohenzollernstraße.

#### Tramwaje parowe

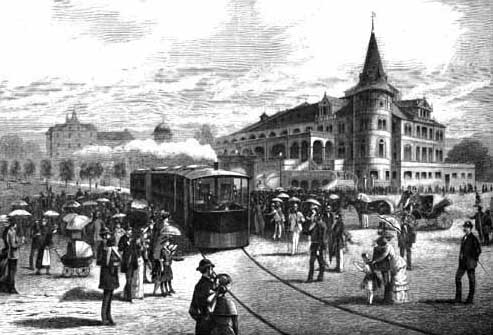
Tramwaj parowy na Stiglmaierplatz w 1885 r.

9 czerwca 1883 r. Münchener Trambahn AG uruchomiło linię tramwaju parowego z dworca głównego do Nymphenburga. Na wysokości dzisiejszej Landshuter Allee do 1892 r. znajdowało się skrzyżowanie z linią kolejową Monachium – Regensburg. Prędkość maksymalna do 1886 r. wynosiła 8 km/h, od 1886 r. 12 względnie na większości trasy 16 km/h. Bilet na przejazd całą trasa kosztował 20 fenigów. Z czasem popularność linii znacznie się zwiększyła; zazwyczaj w niedziele tramwaje kursowały przepełnione. Problem stanowił głośny dźwięk emitowany przez lokomotywę, który płoszył konie i przez to doprowadzał do wypadków. Z tego powodu w 1890 r. linię przeniesiono z Nymphenburger Straße na mniej obciążone, równoległe do niej ulice. Rozważano rozbudowę systemu, np. o linię do Wolfratshausen, jednakże po wybudowaniu Isartalbahn plan ten zarzucono. 14 lipca 1900 r. zlikwidowano system tramwajów parowych.

#### Ungererbahn
1 czerwca 1886 r. August Ungerer, właściciel kąpieliska „Schwabinger Würmbad” (później Ungererbad), uruchomił elektryczną linię tramwajową, która połączyła jego kąpielisko z resztą systemu tramwajowego. Była to trzecia linia tramwaju elektrycznego na terenie Niemiec. Została ona zlikwidowana w 1895 r. Elektryczny Ungererbahn zastąpiony został przez linię tramwaju konnego.

### 1895–1918
Od 1891 r. przedsiębiorstwo Münchner Trambahn AG planowało elektryfikację linii tramwaju konnego. W celu uzyskania finansowania projektu plany przedsięwzięcia przedstawiono kolegiom miejskim. Na dzień 25 czerwca 1894 r. planowano przeprowadzenie próbnego przejazdu tramwaju elektrycznego na trasie Färbergraben–Isartalbahnhof, jednakże królewskie ministerstwo zezwoliło na to dopiero w 1895 r. W marcu tego samego roku rozwieszono sieć trakcyjną, w dniach 17–22 czerwca odbyły się jazdy próbne bez pasażerów, natomiast 23 czerwca 1895 r. rozpoczęto również przewóz pasażerów. Na tej samej trasie kursowały również tramwaje konne, gdyż pozostałe odcinki linii, której częścią była wspomniana wcześniej trasa, zelektryfikowano dopiero tydzień później. Wagony tramwaju konnego przebudowano na doczepy do tramwajów elektrycznych. Jeszcze tego samego roku zelektryfikowano odcinek linii tramwajowej od Bahnhofsvorplatz do Giesing, a rok później przedłużono sieć trakcyjną do Ostfriedhofu. Przedsiębiorstwo Münchner Trambahn AG planowało odstąpienie od elektryfikacji pozostałych linii tramwajowych, gdyż w obliczu wygasającej koncesji na eksploatację systemu tramwajowego, zawartej z miastem Monachium, uznano te plany za nieopłacalne. Nowa umowa przyznała spółce Münchner Trambahn AG dotację na rozbudowę sieci trakcyjnej. W zamian za udzielone wsparcie finansowe miasto Monachium otrzymało możliwość wywierania większego wpływu na funkcjonowanie systemu tramwajowego.

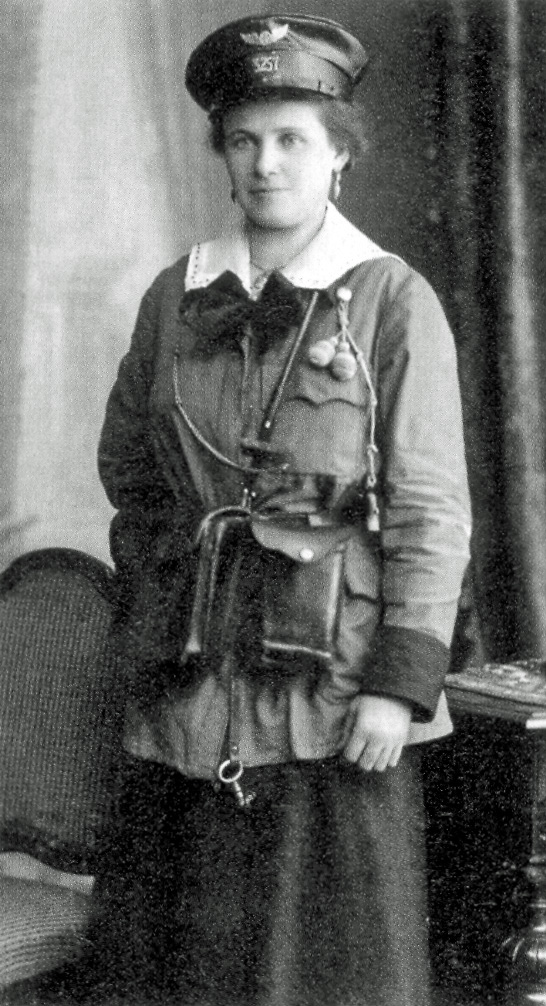
Monachijska konduktorka (1917 r.)

W listopadzie 1897 r. otwarto zelektryfikowaną linię tramwaju konnego z Freibadstraße do Heiliggeistkirche. Społeczność artystów i dwór królewski poddawały krytyce przewody zasilające, ponieważ „psuły” wygląd miasta. Monachijski magistrat domagał się z tego powodu zbadania alternatywnej metody zasilania taboru tramwajowego. W 1896 r. przedsiębiorstwo Elektrizitäts-AG. vorm. Schuckert & Co. otworzyło testowy odcinek torowiska na Goethestraße, który wyposażono w specjalne klocki mające stykać się z wagonem tramwajowym i przekazywać mu energię elektryczną. Ze względu na wysokie ryzyko wypadków system ten nie został przejęty do planowej eksploatacji, skutkiem czego testowe torowisko rozebrano w 1902 r. Przeprowadzono także próby wagonów wyposażonych w akumulatory, ale one również zakończyły się niepowodzeniem. Na odcinku torowiska od pomnika Schillera przez Odeonsplatz do Galeriestraße Rada Nadzorcza nie wyraziła zgody na zawieszenie sieci trakcyjnej. Aby móc obsługiwać ten odcinek tramwajami elektrycznymi, 19 lutego 1900 r. wprowadzono do eksploatacji składy złożone z wagonów tramwaju elektrycznego ciągniętych przez lokomotywki zasilane akumulatorami. Ogółem zakupiono sześć takich lokomotyw, a także zbudowano dodatkowe tory odstawcze i manewrowe. Po zmianie decyzji w sprawie zawieszenia sieci trakcyjnej, 15 marca 1906 r. zakończono eksploatację lokomotyw.
Elektryfikację zakończono w końcu 1900 r. Łącznie elektryfikacja kosztowała osiem milionów marek, czyli dwa razy więcej niż pierwotnie planowano. Do 1912 r. rozbudowano sieć torowisk na terenie miasta, przede wszystkim w celu umożliwienia wprowadzenia na niektórych liniach 5-minutowej częstotliwości kursowania. Tramwaje kursowały od godziny 5:30 rano do ok. 1:00 w nocy, bilet na jeden przejazd kosztował 10 fenigów. Dla robotników koszt biletu był jednak zbyt duży. Najwięcej pasażerów w skali roku przewożono w niedziele: 160 000, w dni powszednie jedynie 120 000. W każdym składzie tramwajowym pracował konduktor, który nosił niebieski mundur i srebrną czapkę. Kobiety na stanowisku konduktora zaczęto zatrudniać dopiero w czasie I wojny światowej.
W 1900 r. linie tramwajowe oznaczane dotychczas jedynie kolorem, otrzymały tymczasowo dodatkowe oznaczenia w postaci cyfr rzymskich, których jednak nie umieszczano na wagonach tramwajowych. W październiku 1906 r. Münchner Trambahn AG wprowadziło oficjalnie oznaczenia linii w postaci cyfr arabskich.
| System tramwajów elektrycznych w 1906 r.: | System tramwajów elektrycznych w 1906 r.: | System tramwajów elektrycznych w 1906 r.:                                                                                                  |
| Kolor linii (do 1906 r.)                  | Numer linii (od 1906 r.)                  | Trasa |
| ----------------------------------------- | ----------------------------------------- | --- |
| biały                                     | 1                                         | Nymphenburg – Rotkreuzplatz – Hauptbahnhof – Marienplatz – Ostbahnhof                                                                      |
| czerwony                                  | 2                                         | Nordring: Hauptbahnhof – Sendlinger Tor – Isartor – Max-II-Denkmal – Galeriestraße – Ludwigstraße – Theresienstraße – Hauptbahnhof         |
| zielony                                   | 3                                         | Hauptbahnhof – Maximiliansplatz – Odeonsplatz – Schwabing – Feilitzschstraße – Nordfriedhof                                                |
| żółto-czerwony                            | 4                                         | Neuhausen – Stiglmaierplatz – Karlstraße – Lenbachplatz – Promenadeplatz – Maximilianstraße – Max-Weber-Platz – Ostbahnhof                 |
| zielony                                   | 5                                         | Heiliggeistkirche – Gärtnerplatz – Reichenbachbrücke – Au – Freibadstraße                                                                  |
| niebieski                                 | 6                                         | Leopold-/Hohenzollernstraße – Kurfürstenplatz – Barer Straße – Karlsplatz – Harras – Neuhofen – Boschetsrieder Straße                      |
| żółty, jasnoczerwony                      | 7                                         | Schleißheimer/Georgenstraße – Josephsplatz – Augustenstraße – Hauptbahnhof – Sendlinger Tor – Fraunhoferstraße – Ostfriedhof               |
|                                           | 8                                         | Schleißheimer/Georgenstraße – Riesenfeld                                                                                                   |
| żółty, jasny czerwono-zielony             | 9                                         | Bogenhausen – Tal – Karlsplatz – Landsberger Straße                                                                                        |
| zielony                                   | 10                                        | Rindermarkt – Sendlinger Tor – Isartalbahnhof                                                                                              |
|                                           | 11                                        | Rotkreuzplatz – Marienplatz – Ostbahnhof                                                                                                   |
|                                           | 12                                        | Südring: Hauptbahnhof – Goetheplatz – Ostfriedhof – Max-Weber-Platz – Maximilianstraße – Promenadeplatz – Hauptbahnhof                     |
|                                           | 14                                        | Westfriedhof – Neuhausen – Stiglmaierplatz – Karlstraße – Lenbachplatz – Promenadeplatz                                                    |
|                                           | 15                                        | Heiliggeistkirche – Gärtnerplatz – Reichenbachbrücke – Ostfriedhof                                                                         |
|                                           | 16                                        | Leopold-/Hohenzollernstraße – Kurfürstenplatz – Barer Straße – Karlsplatz – Harras                                                         |
|                                           | 17                                        | Schleißheimer-/Georgenstraße – Josephsplatz – Augustenstraße – Hauptbahnhof – Goetheplatz – Humboldt-/Pilgersheimer Straße (– Ostfriedhof) |
|                                           | 18                                        | Waldfriedhof – Sendling – Sendlinger Tor (– Rindermarkt)                                                                                   |
|                                           | 20                                        | Max-II-Denkmal – Oettingenstraße – Max-Joseph-Brücke                                                                                       |

Do I wojny światowej zbudowano kolejne linie. Ukończona w 1904 r. linia do cmentarza Waldfriedhof była pierwszą linią z wydzielonym torowiskiem w mieście. W 1907 r. wydzielono także torowisko linii biegnącej przez stare miasto od Sendlinger Tor przez Rindermarkt, Marienplatz i Theatinerstraße do Odeonsplatz. 1 lipca 1907 r. wygasła koncesja udzielona przez miasto przedsiębiorstwu Münchner Trambahn AG, a system tramwajowy przejęło miasto Monachium i założyło nową firmę przewozową Städtische Straßenbahn München.
16 grudnia 1908 r. otwarto pierwszą tzw. „podmiejską” linię do Pasing. Poza granicami Monachium linia przebiegała wzdłuż ulic Landsberger Straße i Agnes-Bernauer-Straße do Pasinger Marienplatz. Na Pasinger Marienplatz znajdował się od 1908 r. aż do czasu budowy przedłużenia linii do dworca Pasing w 2012 r. łuk skrętowy o najmniejszym promieniu w całym systemie tramwajowym, tj. 14,5 m. Średnia prędkość tramwajów ówczesnej linii nr 29 (dziś 19) wynosiła 18 km/h. 12 sierpnia 1910 r. otwarto kolejne podmiejske linie do Grünwaldu, oznaczone jako 25 i 35 (dziś 25).
Wraz z wybuchem I wojny światowej w 1914 r. powstały ograniczenia w ruchu tramwajowym w związku z masowym powołaniem personelu do służby wojskowej i konieczności oszczędzania energii elektrycznej. W 1915 r. po raz pierwszy zatrudniono kobiety na stanowisko konduktorek, aby zaspokoić zapotrzebowanie na kadrę pracowniczą. Z powodu braków energii elektrycznej sytuacja pod koniec I wojny światowej wciąż ulegała pogorszeniu, zwłaszcza że pod koniec wojny wybuchało coraz więcej strajków.

### 1919–1945
Także w czasie rewolucji listopadowej poprzedzającej powołanie Bawarskiej Republiki Rad w 1919 r. system tramwajowy poniósł straty. Zarówno sieć zasilająca, jak i wagony tramwajowe, uległy zniszczeniu, na skutek czego konieczne było zawieszenie ruchu tramwajowego na pewien czas.
7 maja 1919 r. wznowiono kursowanie tramwajów. Od 1920 r. system funkcjonował już bez przeszkód; rozpoczęto także budowę nowych odcinków torowisk. W 1922 r. hiperinflacja spowodowała ciągłe wprowadzanie ograniczeń w funkcjonowaniu systemu. Wraz z inflacją wzrastały stopniowo ceny biletów. Najtańszy kosztował 1 marca 1922 r. 1,5 marki, 5 sierpnia 1922 r. – 5 marek, 31 grudnia 1922 r. – 70 marek, 29 kwietnia 1923 r. – 1500 marek, a w listopadzie 1923 r. – 200 mld marek.

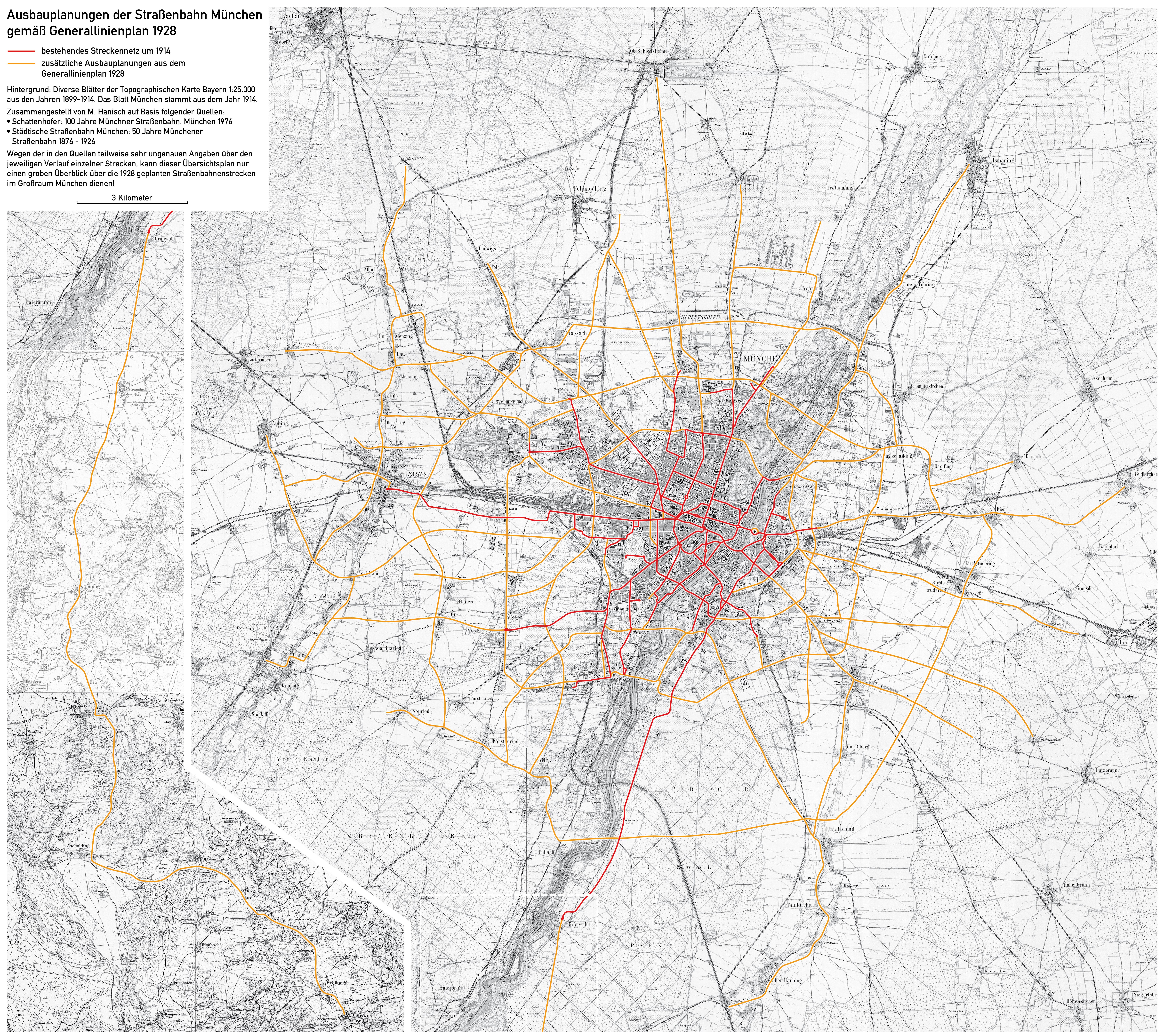
Plan systemu z 1928 r. pokazujący, że przed kryzysem gospodarczym istniały plany zakładające rozbudowę systemu tramwajowego o wiele nowych odcinków

W 1924 r. rozpoczęto modernizację taboru i budowę nowych linii tramwajowych, m.in. do Ramersdorfu, Berg am Laim (w 1926 r. jako linia nr 31) część torowisk „wielkiej linii okrężnej” (linia nr 22). W 1929 r. funkcjonowanie systemu ponownie zostało ograniczone, tym razem z powodu ogólnoświatowego kryzysu gospodarczego. W kolejnej dekadzie plany narodowych socjalistów zakładały przewymiarowaną przebudowę „stolicy ruchu”, jak określano propagandowo Monachium; w związku z tymi planami system tramwajowy miał zostać zlikwidowany i zastąpiony metrem. Braki taboru tramwajowego miały uzasadnić konieczność budowy metra. 1 stycznia 1939 r. funkcjonowały następujące linie tramwajowe:
- 01 Berg am Laim – Ostbahnhof – Marienplatz – Hauptbahnhof – Seidlstraße – Nymphenburger Straße – Romanplatz
- 02 Nordring
- 03 Kölner Platz – Münchner Freiheit – Odeonsplatz – Hauptbahnhof – Arnulfstraße – Romanplatz – Botanischer Garten
- 04 Ramersdorf lub Ostbahnhof – Nationaltheater – Karlstraße – Nymphenburger Straße – Hanauer Str.
- 05 Viktualienmarkt – Maria-Hilf-Platz – Candidplatz
- 06 Freimann – Stachus (lub Marienplatz) – Sendlinger Tor – Harras – Waldfriedhof
- 07 Milbertshofen – Nordbad – Hauptbahnhof – Fraunhoferstr. – Ostfriedhof – Perlacher Forst
- 08 Kurfürstenplatz – Stachus – Harras – Hofmannstraße
- 09 Herkomerplatz – Ludwigsbrücke – Stachus – Westendstraße
- 12 Südring
- 14 Isartalbahnhof – Sendlinger-Tor-Platz – Stachus – Dachauer Straße – Moosach
- 15 Viktualienmarkt, Sendlinger-Tor-Platz – Ostfriedhof – Großhesselohe
- 17 Nikolaiplatz – Nordbad – Hauptbahnhof – Pilgersheimer Straße – Ostfriedhof
- 18 Kurfürstenplatz – Barer Str. – Stachus – Implerstraße – Thalkirchen (Tierpark)
- 19 Steinhausen – Marienplatz – Hauptbahnhof – Laim – Westend
- 21 Neuhausen – Nymphenburger Str. – Seidlstraße – Marienplatz – Ostbahnhof
- 22 Nikolaiplatz – Nordbad – Leonrodplatz – Rotkreuzplatz – Heimeranplatz – Harras (Hofmannstraße w godzinach szczytu)
- 23 Kölner Platz (Feilitzschplatz) – Hauptbahnhof – Donnersberger Str. – Steubenplatz
- 24 Westfriedhof (Hanauer Str.)- Neuhausen – Nymphenburger Str. – Seidlstr. – Marienplatz – Ramersdorf
- 25 Viktualienmarkt – Ostfriedhof – Großhesselohe – Grünwald
- 26 Nordfriedhof – Marienplatz (lub Stachus) – Sendlinger Tor – Harras – Waldfriedhof
- 27 Milbertshofen lub Nordbad – Hauptbahnhof – Fraunhoferstraße – Martinsplatz
- 28 Sendlinger-Tor-Platz – Harras – Hofmannstraße
- 29 Prinzregentenplatz – Max-II-Denkmal – Hauptbahnhof – Pasing
- 30 Herkomerplatz – Max-II-Denkmal – Isartor – Isartalbahnhof
- 34 Westfriedhof (Hanauer Straße) – Dachauer Straße – Karlstraße – Max-II-Denkmal – Ostbahnhof
- 38 Sendlinger-Tor-Platz, Promenadeplatz – Implerstraße – Tierpark
- 39 Steinhausen – Marienplatz – Laim (Pasing)[34]

Kursywą oznaczone zostały linie kursujące w godzinach szczytu.
Początek II wojny światowej przyniósł ograniczenia w kursowaniu tramwajów z powodu powołania pracowników do służby wojskowej; kilka linii szczytowych zawieszono, a na liniach zwykłych zmniejszono częstotliwość kursowania. 1 października 1939 r. na stanowisko konduktorów zatrudniono kobiety. Bombardowania alianckie w 1942 r. skutkowały znacznymi stratami w infrastrukturze torowej i ostatecznie doprowadziły do zniszczenia jej większej części. Podczas ostatnich miesięcy wojny w 1944 i 1945 r. regularne kursowanie tramwajów było niemalże niemożliwe; przez pewien czas tramwaje w ogóle nie wyjeżdżały na ulice. 29 kwietnia 1945 r. funkcjonowało jeszcze kilka linii, lecz od godziny 11:00 rano wprowadzono alarm w związku ze zbliżaniem się do miasta wojsk amerykańskich i wszelki ruch tramwajowy zawieszono.

### 1945–1972
22 maja 1945 r. wznowiono ruch tramwajowy na dwóch peryferyjnych liniach, tj. na linii nr 7 Ostfriedhof – Friedhof i linii nr 19 Max-Weber-Platz – Steinhausen. Kolejnego dnia uruchomiono linie nr 15 z cmentarza Ostfriedhof do Großhesseloher Brücke, a 24 maja 1945 r. kolejnych osiem linii: nr 1 Sendlinger-Tor-Platz – Isartorplatz – Max-Weber-Platz – Ostbahnhof, nr P1 Ramersdorf – Ostbahnhof – Berg am Laim, nr 6 Hofmannstraße-Harras, nr 7 Sendlinger-Tor-Platz – Ostfriedhof – Friedhof am Perlacher Forst, nr 8 Sendlinger-Tor-Platz – Waldfriedhof, nr 10 Sendlinger-Tor-Platz – Isartalbahnhof, nr 12 Max-Weber-Platz – Wettersteinplatz i nr 19 Sendlinger-Tor-Platz – Müllerstraße – Max-II-Denkmal – Max-Weber-Platz – Steinhausen, kolejne otwierano w następnych dniach.
16 lutego 1947 r. tramwaje ponownie pojechały przebiegającą przez stare miasto ze wschodu na zachód trasą Karlsplatz (Stachus) – Marienplatz – Isartorplatz. Przebiegająca w kierunku północ-południe i przecinająca stare miasto trasa tramwajowa nie została już uruchomiona.
Do połowy lat 50. XX wieku zdołano przywrócić funkcjonowanie większości tras tramwajowych, jednak wzrastający ruch samochodowy stał się przyczyną zakłóceń w kursowaniu tramwajów. W śródmieściu tramwaje poruszały się tylko trochę szybciej od pieszych. Z tego też powodu oraz ze względu na to, że liczba mieszkańców Monachium przekroczyła w 1957 r. milion, miasto zaczęło planować budowę szybkiego tramwaju.

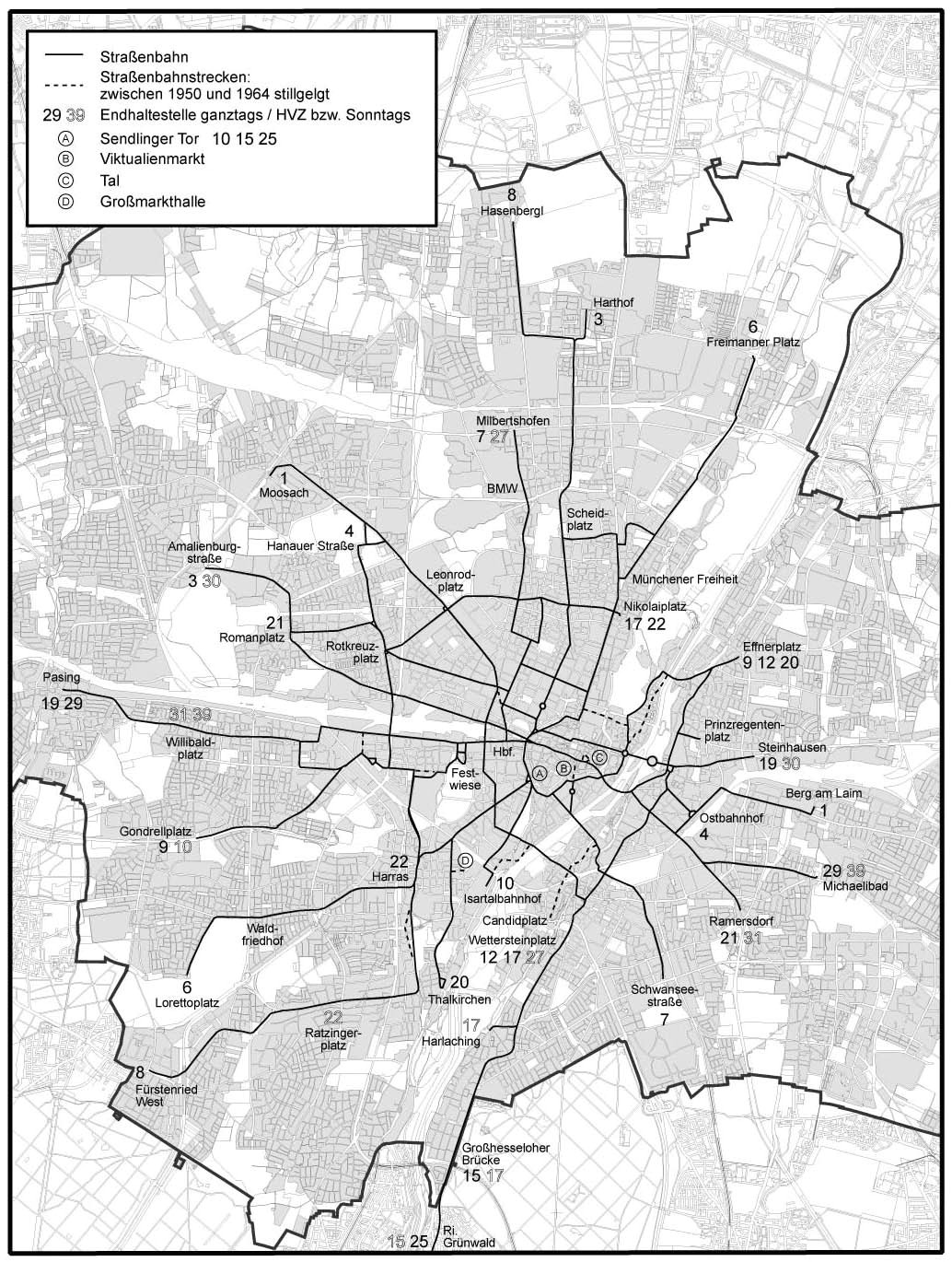
System tramwajowy w 1964 r.

Od końca lat 50. XX wieku rozbudowywano system tramwajowy, m.in. do Hasenbergl, Freimann Nord i Fürstenried. Nowe trasy zbudowano jako wydzielone od ruchu samochodowego, aby móc je w przyszłości wykorzystać na potrzeby szybkiego tramwaju. Zakładano, że w centrum miasta tramwaje będą kursować pod ziemią.
W 1963 r. zaplanowano budowę następujących tras podziemnych:
- 0 Nordbad – Stiglmaierplatz – Hauptbahnhof – Sendlinger Tor – Fraunhoferstraße – Giesing Bahnhof
- 0 Münchner Freiheit – Odeonsplatz – Marienplatz – Sendlinger Tor – Sendlinger Berg
- 0 Heimeranplatz – Altes Messegelände an der Theresienhöhe – Karlsplatz – Max-Weber-Platz
- 0 Kurfürstenplatz – Barer Straße – Karlsplatz – Sendlinger Tor – Großmarkthalle

24 stycznia 1964 r. rada miejska zrezygnowała z planu budowy szybkiego tramwaju na rzecz jak najszybszego rozpoczęcia budowy „prawdziwego” metra.
W tym samym czasie rozpoczęto likwidację linii tramwajowych. Jako pierwsze zlikwidowany został „Kohlrabi-Express” (linia nr 5) Viktualienmarkt – Candidplatz w 1960 r. i zastąpiony autobusami. W 1961 r. linię nr 37 (Ostbahnhof – Nordbad), określaną także jako „Ruinenschleicher”, także zastąpiono linią autobusową.
W 1964 r. monachijski system tramwajowy, po rozbudowie linii peryferyjnych, osiągnął szczyt swojego rozwoju z 134 km długości torowisk.
W 1966 r. system tramwajowy składał się z następujących linii:
- 01 Moosach – Hauptbahnhof – Marienplatz – Ostbahnhof – Berg am Laim
- 02 Scheidplatz – Münchener Freiheit – Tengstraße – Augustenstraße – Hauptbahnhof – Messegelände – Am Harras (- Waldfriedhof)
- 03 Nymphenburg (Amalienburgstr.) – Romanplatz – Arnulfstraße – Hauptbahnhof – Stachus – Odeonsplatz – Münchner Freiheit – Scheidplatz – Harthof
- 04 Gern (Westfriedhof) – Neuhausen – Karlstraße – Max-II-Denkmal – Max-Weber-Platz – Ostbahnhof
- 06 Nordfriedhof – Odeonsplatz – Stachus – Sendlinger-Tor-Platz – Am Harras – Waldfriedhof – Lorettoplatz
- 07 Milbertshofen (Anhalter Platz) – Nordbad – Stachus – Sendlinger Tor – Ostfriedhof – Friedhof am Perlacher Forst
- 08 Hasenbergl – Scheidplatz – Barer Straße – Stachus – Sendlinger-Tor-Platz – Am Harras – Ratzingerplatz – Fürstenried-West
- 09 Kleinhadern (Gondrellplatz) – Westend – Theresienwiese – Hauptbahnhof – Marienplatz – Max-Weber-Platz – Bogenhausen (Effnerplatz)
- 10 Sendlinger-Tor-Platz – Isartalbahnhof
- 11 Kleinhadern (Gondrellplatz) – Westend – Hauptbahnhof – Marienplatz – Rosenheimer Straße – Michaelibad (nur Hauptverkehrszeit)
- 12 Bogenhausen (Effnerplatz) – Max-Weber-Platz – Rosenheimer Platz – Ostfriedhof – Wettersteinplatz
- 15 Sendlinger-Tor-Platz – Ostfriedhof – Großhesselohe lub Grünwald
- 17 Milbertshofen (Anhalter Platz) – Nordbad – Hauptbahnhof – Goetheplatz – Obergiesing (Wettersteinplatz)
- 19 Pasing – Laim – Hauptbahnhof – Marienplatz – Max-Weber-Platz – Steinhausen
- 20 Bogenhausen – Tivoli – Max-II-Denkmal – Isartor – Sendlinger Tor – Thalkirchen (Tierpark)
- 21 Nymphenburg (Romanplatz) – Nymphenburger Straße – Hauptbahnhof – Marienplatz – Rosenheimer Straße – Ramersdorf
- 22 Schwabing (Nikolaiplatz) – Leonrodplatz – Rotkreuzplatz – Messegelände – Am Harras lub Obersendling (Ratzingerplatz)
- 25 Sendlinger-Tor-Platz – Ostfriedhof – Großhesselohe – Grünwald
- 29 Pasing – Laim – Hauptbahnhof – Marienplatz – Rosenheimer Straße – Michaelibad
- 30 Nymphenburg (Amalienburgstr.) – Romanplatz – Arnulfstraße – Hauptbahnhof – Lenbachplatz – Max-II-Denkmal – Max-Weber-Platz – Steinhausen

W 1967 r., jako trzecią z kolei, zlikwidowano najstarszą linię tramwaju elektrycznego nr 10 z Sendlinger Tor do dworca Isartalbahnhof. Z powodu postępującej budowy systemów kolei miejskiej i metra, w 1968 r. zlikwidowano torowiska na starym mieście od Stachus poprzez Marienplatz do Isartor i przekierowano kursujące nimi linie na inne trasy. Wraz z budową kolei miejskiej w 1971 r. i uruchomieniem metra w 1972 r. kontynuowano demontaż torów tramwajowych.

### 1972–1990
Po uruchomieniu szybkiej kolei miejskiej i części linii metra konieczne stało się dopasowanie do nich linii tramwajowych. Wyłączono z użytku torowisko na Riesenfeldstraße od Anhalter Platz do Petuelring, aby autobusy kursujące z północy mogły dojechać do stacji metra bez dublowania równoległej linii tramwajowej. Zbędne okazały się także torowiska od Rosenheimer Berg do Orleansstraße oraz od Odeonsplatz przez Ludwigstraße, Leopoldstraße do Freimann.
W latach 70. XX wieku istniały plany stopniowej likwidacji systemu tramwajowego, która miała zostać ukończona tuż po zakończeniu budowy metra. W monachijskiej radzie miejskiej podkreślano „zalety” „elastycznych” autobusów w porównaniu z tramwajami. W szczególności po zwycięstwie partii CSU w wyborach do rady miasta w 1978 r. rozpoczęły się trudne czasy dla tramwajów. W 1985 r. miał rozpocząć się proces likwidacji systemu, a zakończyć się miał najpóźniej w 1994 r. Między rokiem 1975 a 1983 zlikwidowano linie 1, 2, 4, 7, 8, 9 i (czasowo) 21, a ich trasę przejęły inne linie. Południowy odcinek linii nr 2 i 7 zaczęła obsługiwać linia nr 27, południowy odcinek linii 8 linia nr 16, zachodni odcinek linii nr 9 linia nr 20 i wschodni odcinek tejże linii linia nr 19. Trasę na Barer Straße przejęła najpierw linia nr 25, potem linia nr 18. Torowiska na ulicach Lindwurm-, Augusten- i Nymphenburger Straße oraz od Neuhausen do Hanaue Straße rozebrano po otwarciu linii metra nr 1 i 8.
Starania o całkowitą likwidację systemu tramwajowego przyspieszone zostały przez demontaż sieci trakcyjnej i częściowo także demontaż torowisk. Pomimo petycji mieszkańców Monachium, w 1983 r. zlikwidowano linię nr 17 (decyzję argumentowano tym, że linia dublowała linię kolei miejskiej Hauptbahnhof – Laim); tylko południową część trasy zastąpiono linią autobusową. Podejmowano także staranie o utrzymanie linii nr 26 (Harras – Waldfriedhof/Lorettoplatz), ale linia ta przebiegała równolegle do jednej z linii metra i z powodu niewielkiej liczby pasażerów została zlikwidowana w 1993 r.

### Po roku 1990

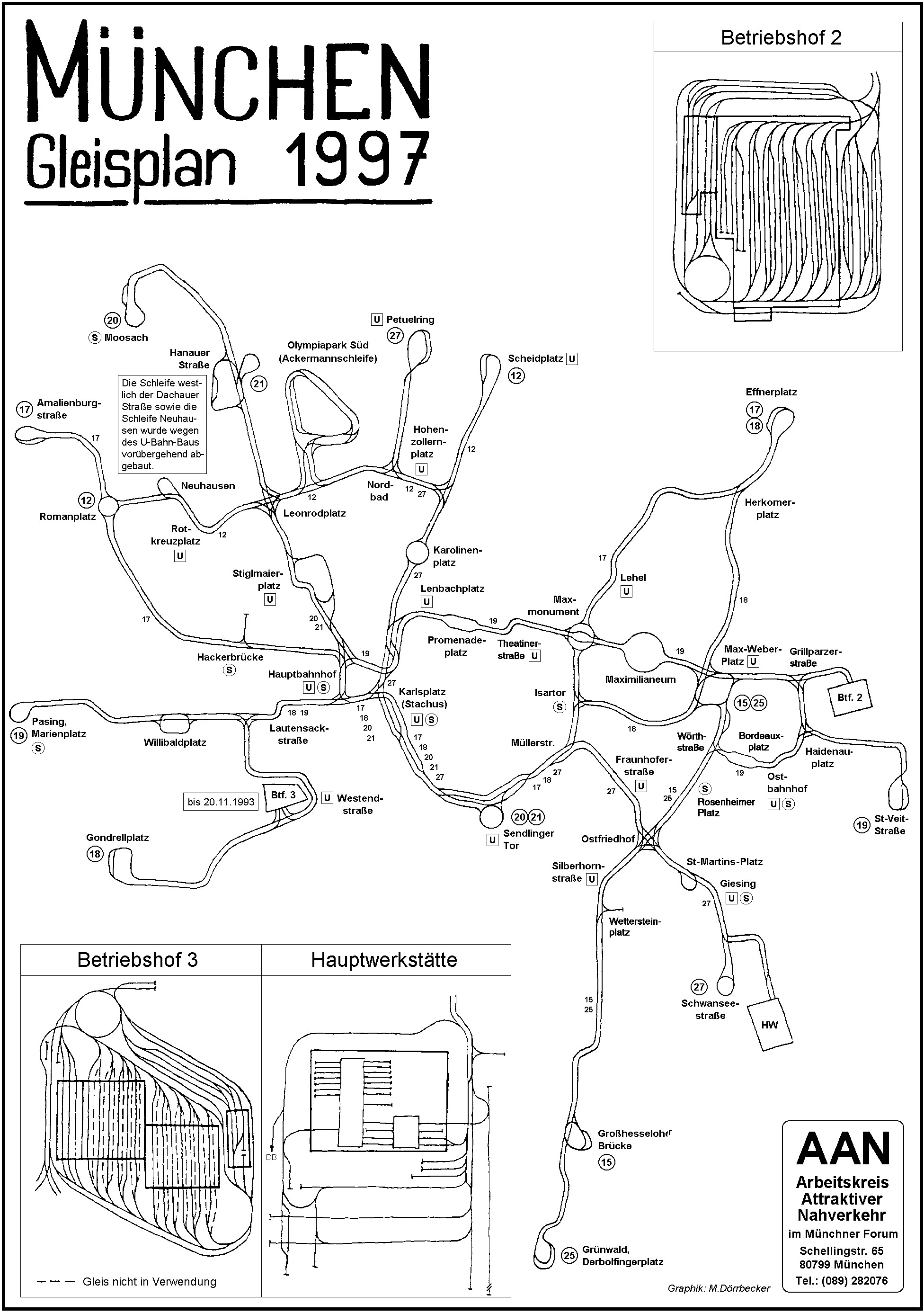
System tramwajowy w 1997 r.

Na początku lat 80. XX wieku pod naciskiem inicjatyw obywatelskich miasto zaczęło zmieniać swoje nastawienie do systemu tramwajowego. W lipcu 1986 r. rada miejska postanowiła zachować system tramwajowy i zintegrować go z pozostałymi systemami transportu miejskiego. Po wyborze Christiana Ude na stanowiska nadburmistrza w 1993 r., zaangażował się on wraz z frakcjami z partii SPD i Grünen w sprawę systemu tramwajowego, co nie spotkało się ze zbyt dużym sprzeciwem ze strony pozostałych ugrupowań. Dopiero gdy udowodniono opłacalność utrzymania tramwaju, rada miasta przestała stawiać opór. W programie modernizacji monachijskich tramwajów szczególną uwagę poświęcono taborowi. Wagony tramwajowe zaniedbano przez czas trwających dyskusji dotyczących likwidacji systemu. Na początku lat 90. XX wieku wagony były przestarzałe pod względem konstrukcyjnym i komfortu podróżnych, a pozyskanie części zamiennych stawało się coraz trudniejsze. Przeglądy główne trwały wiele miesięcy, ponieważ niektóre części zamienne trzeba było dorabiać ręcznie. W latach 90. XX wieku i 00. XXI wieku wizerunek tramwajów w Monachium miał ulec poprawie. W 1991 r. jazdy próbne z pasażerami przechodziły trzy niskopodłogowe wagony tramwajowe; w latach 1994–1997 zakupiono 70 niskopodłogowych wagonów tramwajowych, w latach 1999–2001 kolejnych 20, w 2009 r. następne 4.

## Linie

Schemat graficzny systemu tramwajowego w Monachium (grudzień 2020)

W Monachium funkcjonuje 13 dziennych linii tramwajowych numerowanych od 12 do 28. Kursują one w godzinach od 4:45 do 1:30. W godzinach szczytu komunikacyjnego obowiązuje takt 10-minutowy, a poza nim 20-minutowy. W godzinach nocnych funkcjonują 4 linie tramwajowe N17, N19, N21, N27 o trasach zbliżonych do ich dziennych odpowiedników o numerach pozbawionych wyróżnika „N”. Linie nocne kursują w takcie 15- i 30-minutowym w nocy z piątku na sobotę i z soboty na niedzielę, a w pozostałe noce co godzinę. Linie nocne zatrzymują się na centralnym punkcie przesiadkowym Karlsplatz (Stachus), wszystkie o jednej porze, gdzie możliwe są przesiadki między nocnymi tramwajami i autobusami. W tramwajach obowiązują bilety w ramach związku taryfowego Münchner Verkehrs- und Tarifverbund.
Łącznie system tramwajowy liczy 82 km, z czego 58 jest na wydzielonych pasach ruchu. W Monachium tory tramwajowe mają normalny rozstaw szyn (1435 mm), a w sieci trakcyjnej obowiązuje napięcie 750 V prądu stałego. W Monachium znajdują się 174 przystanki tramwajowe rozmieszczone średnio co 471 m. Średnia prędkość podróży tramwajem wynosi 18,5 km/h.
 

## Tabor
Linie tramwajowe w Monachium obsługują 134 tramwaje, z czego maksymalnie 106 jest wykorzystywanych rozkładowo jednego dnia.
| Typ            | Producent    | Liczba sztuk | Lata produkcji | Liczba miejsc    | Zdjęcie |
| -------------- | ------------ | ------------ | -------------- | ---------------- | ------- |
| TZ (Avenio)    | Siemens      | 22 z 95      | od 2017        | 101 (2-członowy) |         |
| TZ (Avenio)    | Siemens      | 22 z 95      | od 2017        | 156 (3-członowy) |         |
| TZ (Avenio)    | Siemens      | 22 z 95      | od 2017        | 215 (4-członowy) |         |
| T1 (Avenio)    | Siemens      | 8            | 2013–2014      | 216              |         |
| S1 (Variobahn) | Stadler      | 14           | 2009–2012      | 221              |         |
| R3             | Adtranz      | 20           | 1999–2001      | 218              |         |
| R2             | MAN / AEG    | 68           | 1994–1997      | 157              |         |
| P              | Rathgeber AG | 5            | 1967–1969      | 227 (w składzie) |         |